# حجرة إسقاط الزمن

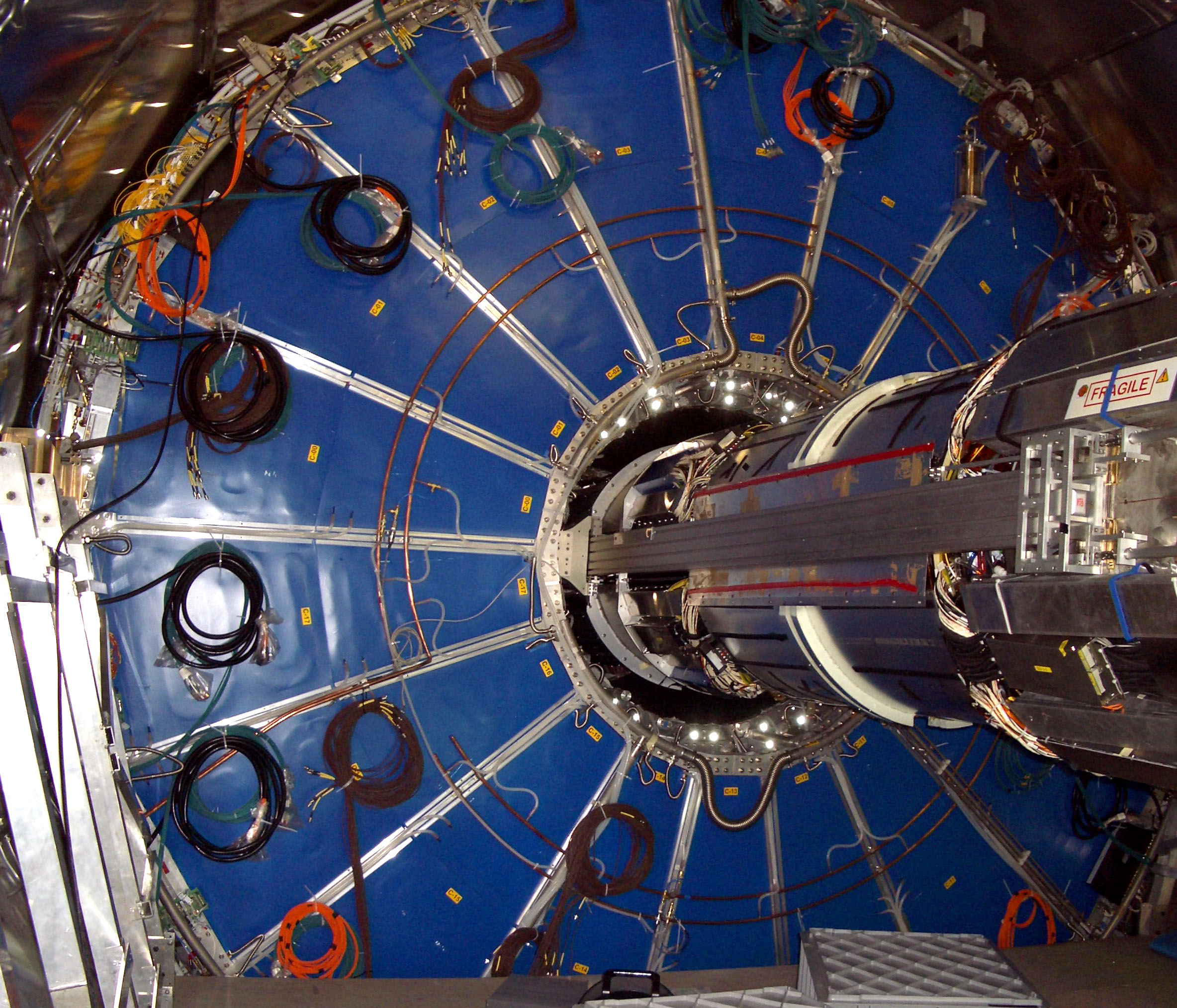
يمثل المقطع الأزرق نقطة انتهاء جهاز حجرة إسقاط الزمن في تجربة أليس في مختبر سيرن.

في فيزياء الجسيمات يطلق اسم حجرة إسقاط الزمن (ملاحظة 1) على نوع من أنواع أجهزة الكشف عن الجسيمات، والذي يستخدم مزيجاً من حقول كهربائية وحقول مغناطيسية بالإضافة إلى غاز خامل مسيل عند درجات حرارة منخفضة جداً من أجل إنجاز إعادة تشكيل ثلاثية الأبعاد لمسار أو تآثرات جسيم من الجسيمات النووية.
قام ديفيد نايغرن David R. Nygren بتصميم حجرة إسقاط الزمن أاخر سبعينيات القرن العشرين في مختبر لورنس بيركلي الوطني.